# Geert Hoornaert
Geert Hoornaert (Roeselare, 10 december 1945 – Roeselare, 6 februari 2012) was een Belgisch schrijver en heemkundige.

## Biografie
Geert Hoornaert was een geboren Roeselarenaar en had een sterke band met de stad. Na zijn studies voor onderwijzer was hij in zijn geboortestad werkzaam. Al vrij snel werd hij schooldirecteur in de Spanjeschool. Later kreeg hij ook de Sint-Amandsmeisjesschool onder zijn hoede tot die de deuren sloot. Nog later werd hij ook directeur van de kleuterafdeling van de Barnumschool in Roeselare. Hij ging begin 2001 op pensioen. Na zijn pensioen zou hij voorzitter van de lokale heemkundige kring KGOGRO worden. Hij was eveneens actief in de beheerraad van het Stedelijke Museum voor Folklore dat later opging in de Vrienden van het Wielermuseum. Ook hier zou hij een tijdlang voorzitter zijn tot hij om gezondheidsredenen moest afhaken. Geert Hoornaert was een belezen man met een ruim interesseveld dat veel verder ging dan heemkunde. Zo verspreidde hij elk jaar bij wijze van nieuwjaarsbrief zijn mening over de vaak erudiete en filosofische boeken die hij het voorbije jaar had gelezen.
Tijdens de verkiezing van 'Het talent van Roeselare' of de grootste Roeselarenaar in 2013, werd hij 17de.

## Heemkundige loopbaan
In het begin van de jaren 1980 begon Hoornaert aan zijn heemkundige carrière. Zijn interesse werd gewekt door zijn beroep. Aanvankelijk schreef hij vooral artikels in heemkundige tijdschriften zoals 'Rollarius' en 'Rollariensia' van de KGOGRO, maar ook voor tijdschriften zoals 'Mandeldal' van de lokale Gidsenkring en 'Biekorf'. In zijn vroege werk stond het onderwijs in Roeselare centraal. Hij bestudeerde het fenomeen van de armenscholen en de geschiedenis van enkele oude scholen, zoals de scholen waar hij zelf werkzaam voor was. Na enkele jaren verruimde zijn interesseveld. Zo schreef hij monografieën over de gezondheidszorg in de regio en het post- en verkeerswezen. Opvallend daarbij was dat hij daarbij nauwelijks interesse had voor de twintigste eeuw, maar zich toelegde op de weinig bestudeerde zeventiende en achttiende eeuw in de stad.
Hoornaert ontwikkelde een heel ruim interesseveld en begon aan de opmaak van een eigen bibliografie over Roeselare en omgeving. Alle boeken, tijdschriftartikels, documentatiemappen, krantenartikels en archiefstukken m.b.t. een interessant thema of persoon uit de stad hield hij op steekkaarten bij die hij maakte tijdens bezoeken aan archieven of bibliotheken. Hij ontwikkelde een eigen databank die enkele jaren geleden door zijn zoon online geplaatst werden. Tot op heden is deze heemkundige bibliografie de meest volledige over de stad en de ruimste door de opname van vele krantenartikels en archiefstukken. Door zijn ziekte en overlijden wordt ze niet meer aangevuld.
Stilaan werd Geert Hoornaert de belangrijkste en samen met Antoon Deweerdt de enige schrijver van de heemkundige kring KGOGRO. Hij werd uiteindelijk ook de voorzitter van deze kring. Na zijn overlijden werd het blad 'Rollarius' stopgezet en ging het samen met 'Mandeldal' over in 'Erfgoed Roeselare'. De laatste jaren waren er bijna enkel artikels van hem te vinden en ook in de eerste nummers van 'Erfgoed Roeselare' werden er nog postuum artikels van hem opgenomen. Deze artikels gaan over de meest uiteenlopende onderwerpen : over metseltekens in kerktorens, historische hoeves, bedrijven, het leven en bestuur tijdens het ancien régime, kloostergemeenschappen, de opkomst van het socialisme in de stad, stadsbioscopen, ... Grote afwezigen zijn de tweede helft van de twintigste eeuw en genealogie. Het is tekenend voor het werk van Hoornaert dat hij in al die jaren nooit zijn eigen stamboom heeft opgezocht en nauwelijks met akten van de burgerlijke stand werkte.
In zijn artikels maakte hij veelvuldig gebruik van bronvermeldingen wat een grote meerwaarde opleverde voor zijn artikels. Verschillende vroegere heemkundigen uit de stad maakten hier nauwelijks gebruik van, waardoor hun artikels moeilijk te controleren zijn en hun bronnen niet meer te achterhalen zijn. Het werk van Hoornaert is echter enorm onderbouwd en maakt hem de belangrijkste historicus over de stad Roeselare. Met zijn werk en werkwijze beïnvloedde hij ook de heemkundigen en historici die met en na hem actief waren. In 2008 mocht hij nog de eerste prijs 'De Denker' van het lokale gelijknamige culturele genootschap ontvangen voor zijn werk.

## Werken
- 1985 - 150 jaar Spanjeschool (1835-1985) te Roeselare
- 1988 - Handmerken uit Roeselare en Izegem : hulpbron voor genealogen
- 1990 - Geschiedenis van het onderwijs te Roeselare (1500-1879)
- 1990 - Roeselaars onderwijsverleden in het licht van 100 jaar Sint-Amandsmeisjesschool
- 1990 - Hulp der kranken en zwangere vrouwen, medici, chirurgijnen, vroedvrouwen en apothekers uit Midden-West-Vlaanderen, opleiding en ziekenzorg (1600-1814)
- 1992 - Natuurgidshulp
- 1995 - Post- en verkeerswezen te Roeselare door de tijden heen (1500-1913)
- 1997 - Metseltekens in West-Vlaanderen en Noord-Frankrijk
- 2001 - Krottegem, de wijk van Over-Statie
- 2011 - Een historische kijk op Beveren-Roeselare tot 1796 (met Gaby Verbeke en Lieven Denewet)
- 2011 - De Mandel. Het historisch verhaal van een rivier doorheen Midden-West-Vlaanderen 1500-2010

Van 1980 tot 2012 zijn er tal van artikels van hem terug te vinden in tijdschriften als 'Rollarius', 'Rollariensia', 'Mandeldal', 'Biekorf', 'Erfgoed Roeselare', 'Vlaamse Stam', ...

## Bron
- Peter ASPESLAGH. Roeselaarse auteurs. Geert Hoornaert, Roeselare, 2007.
- Oud Rousselare 2013/03. De 100 van Roeselare. 100 talenten uit Roeselare. Roeselare, 2013.

- Bibliothèque nationale de France: cb15068098k (data)
- Gemeinsame Normdatei: 1016695020
- International Standard Name Identifier: 0000 0003 7415 120X
- Virtual International Authority File: 61837507
- WorldCat: E39PBJrRbtJgcx3kVDfqKqMtrq